# Mali Šiljegovac
Mali Šiljegovac (em cirílico: Мали Шиљеговац) é uma vila da Sérvia localizada na cidade de Kruševac, pertencente ao distrito de Rasina, na região de Rasina. A sua população era de 457 habitantes segundo o censo de 2011.

## Demografia
| 1948 | 1953 | 1961 | 1971 | 1981 | 1991 | 2002 | 2011 |
| ---- | ---- | ---- | ---- | ---- | ---- | ---- | ---- |
| 825  | 848  | 824  | 818  | 812  | 730  | 657  | 457  |